# 雷纳泰
雷纳泰（義大利語：Renate），是意大利蒙萨和布里安萨省的一个市镇。总面积2.84平方公里，人口4186人，人口密度1473.9人/平方公里（2009年）。ISTAT代码为015180。